# Monochoria hastata
Monochoria hastata är en vattenhyacintväxtart som först beskrevs av Carl von Linné, och fick sitt nu gällande namn av Hermann Maximilian Carl Ludwig Friedrich zu Solms-Laubach. Monochoria hastata ingår i släktet Monochoria och familjen vattenhyacintväxter. IUCN kategoriserar arten globalt som livskraftig.

## Underarter
Arten delas in i följande underarter:
- M. h. elata
- M. h. hastata

## Bildgalleri

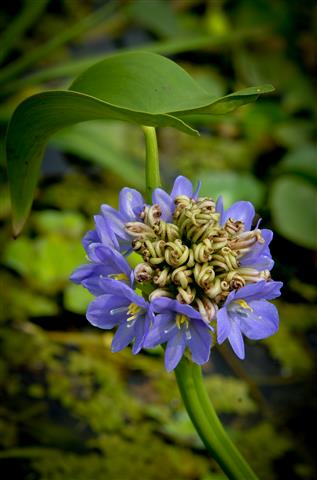
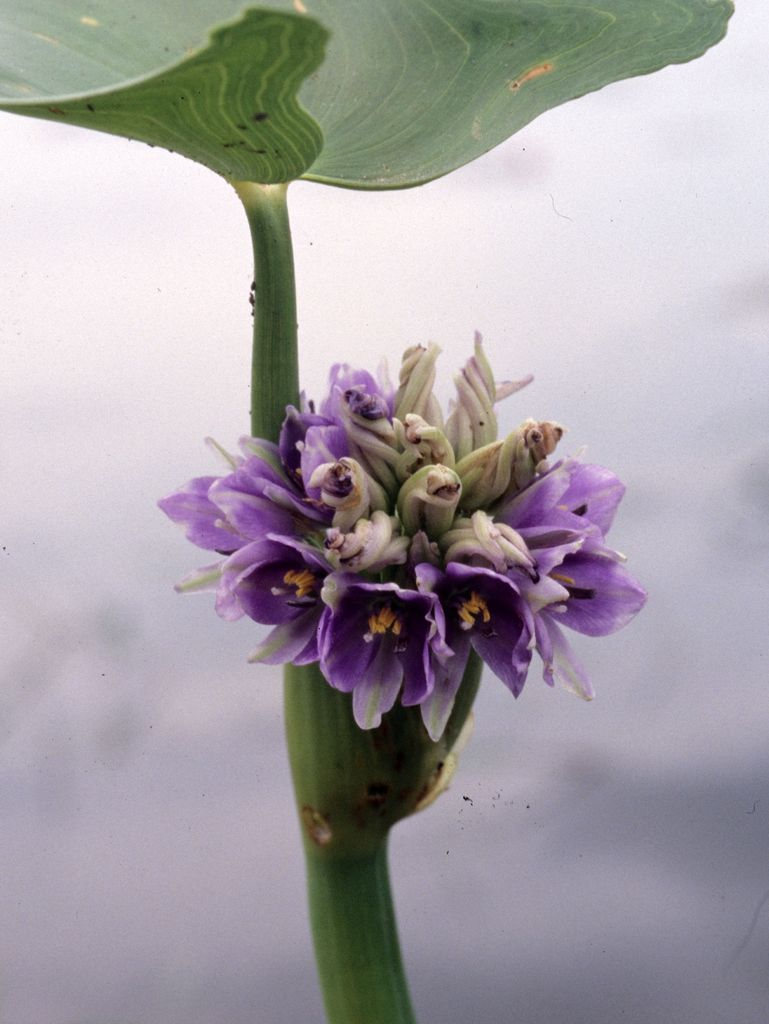